# ヤッタ台地
ヤッタ台地 (ヤッタだいち、Yatta Plateau) はケニア東部州最南部にある細長い台地である。頂上が平らな溶岩山脈であり、アティ川の東をツァヴォ・イースト国立公園の西境に沿って走る。長さが約290 kmあって世界最長の溶岩流と言われ、オルドイニョ・サブク (Ol Doinyo Sabuk) からの溶岩によって形成された。かつての川底が現在の連続する台地頂上であるという、地形逆転 (彫刻逆転) の例として知られている。
ヤッタ台地はナイロビの北東にあるオルドイニョ・サブクの近くからツァヴォの東方まで、北北西-南南東に約290 kmにわたってほぼ直線状に連続している。長さに比して幅は狭く3-4 kmしかない。北端で標高は約1,300 mだが南端では約700 mであり、南に行くほど低くなる。アティ川との高度差は約200 mである。台地頂部の約10 mが響岩溶岩流によってキャップされ、その下位は先カンブリア時代の花崗岩類からなる基盤岩類である。ボーリング調査によると溶岩流の厚さは中央部分で20 m以上ある。響岩には溶岩流の方向と平行に配列する最大8 cmのアノーソクレースと最大1 cmの霞石の斑晶が含まれる。溶岩流の年代はK-Ar年代測定法によって約1,350万年前 (中新世後期) と見積もられている。
ヤッタ台地の特異な地形の成因を説明するのにさまざまな説が提案されてきた。溶岩流が当時存在した直線状の川に沿って流れたとする説、かつては広範囲に分布していた溶岩の一部が残ったとする説、北北西-南南東方向の割れ目が生じ溶岩が溢出してきたとする説、などである。溶岩流の下位に厚さ約2 mの古期河川堆積物があり、含まれる珪岩の円礫が南に行くにつれて小さく、円磨度もよくなることが見い出された。そのため、現在では溶岩流が川に沿って流れた説が支持されている。中新世後期に川底を埋めた響岩溶岩流は風化作用に強く、周囲の花崗岩類が大きく削剥された後も、響岩溶岩流の直下だけが削剥をまぬがれて台地となった。